# Glenn Gould
Glenn Herbert Gould (Toronto, 1932. szeptember 25. – Toronto, 1982. október 4.) kanadai zongoraművész.
Gould a 20. század egyik legismertebb és legkiválóbb klasszikus zenei zongoristája volt. Játékában egyesült az a technikai tudás és zenei érzékenység, amely lehetővé tette, hogy különleges tolmácsa legyen Johann Sebastian Bach összetett, polifonikus zenéjének. 
Nemzetközi karrierje 1955-ben kezdődött, amikor lemezre játszotta Bach Goldberg variációit, a Bach: The Goldberg Variations (1956) című album komolyzenei mérföldkővé vált. 1981-ben újra elkészítette a felvételt. 1964. április 10-én lépett fel utoljára, ezután már kizárólag lemezfelvételeket készített. Nem kedvelte a romantikus zeneszerzőket, köztük Robert Schumannt, Frédéric Chopint és Liszt Ferencet. 
Érdekelte a zeneszerzés, az írás, televízióban is dolgozott. 1982. szeptember 27-én agyvérzést kapott és október 4-én elhunyt.